# Visconde de Vila Pouca
Visconde de Vila Pouca é um título nobiliárquico criado por D. Maria II de Portugal, por Decreto de data desconhecida, em favor de Rodrigo de Sousa Teixeira da Silva Alcoforado, depois 1.° Conde de Vila Pouca.
Titulares
1. Rodrigo de Sousa Teixeira da Silva Alcoforado, 1.º Visconde e 1.° Conde de Vila Pouca;
2. Rodrigo de Sousa Teixeira da Silva Alcoforado, 2.° Visconde e 2.° Conde de Vila Pouca.